# Ruesnes Communal Cemetery
Le cimetière « Ruesnes Communal Cemetery » est un cimetière militaire  de la Première Guerre mondiale situé sur le territoire de la commune de Ruesnes, Nord. 

## Localisation
Ce cimetière est situé au nord du village, à côté du cimetière communal, Rue de Sepmeries. 

## Historique
Occupée dès la fin août 1914 par les troupes allemandes, Ruesnes est restée loin des combats jusqu'au 24 octobre 1918 date à laquelle le village a été le théâtre de violents combats entre les troupes britanniques et allemandes pour la prise du village. Ce cimetière a été créé à cette période pour inhumer les victimes britanniques et néo-zélandaises, pour la plupart tombées les 3 et 4 novembre 1918 .

## Caractéristique
Il y a maintenant 76 victimes britanniques et 9 néo-zélandaises commémorées sur ce site.

## Sépultures
| Pays             | Sépultures |
| ---------------- | ---------- |
| Royaume-Uni      | 76         |
| Nouvelle-Zélande | 9          |
| Total            | 85         |

### Liens Externes
http://www.inmemories.com/Cemeteries/ruesnes.htm